# کریستوفر کاتونگو
کریستوفر کاتونگو (انگلیسی: Christopher Katongo؛ زادهٔ ۳۱ اوت ۱۹۸۲) بازیکن فوتبال اهل زامبیا است که در پست مهاجم برای باشگاه فوتبال گرین بوفالوز بازی می‌کند.
از باشگاه‌هایی که در آن بازی کرده‌است می‌توان به باشگاه فوتبال بروندبی، باشگاه فوتبال هنان جیانیه، و باشگاه فوتبال آرمینیا بیله‌فلد اشاره کرد.
وی همچنین در تیم ملی فوتبال زامبیا بازی کرده‌است.